# Mary Ann Mobley
Mary Ann Mobley (Biloxi, 17 de febrero de 1937-Beverly Hills, 9 de diciembre de 2014) fue una actriz, personalidad de televisión y participante de concurso de belleza estadounidense, que fue Miss America 1959.

## Carrera
Mobley nació en 1937 en Biloxi, Misisipi. Después de su reinado como Miss America 1959, Mobley se embarcó en una carrera tanto en cine como en televisión. Firmó un contrato de cinco años con MGM. Hizo sus primeras apariciones en televisión en Be Our Guest en 1960, seguidas de cinco apariciones en Burke's Law de 1963 a 1965. En 1966 fue la estrella invitada femenina en el primer episodio de dos partes de Misión imposible, en el episodio «Old Man Out». Luego hizo múltiples apariciones en Perry Mason, Love, American Style y La isla de la fantasía. Desempeñó un papel recurrente como Maggie McKinney Drummond en Diff'rent Strokes en la última temporada de la serie, habiendo asumido el papel de Dixie Carter. También interpretó a la maestra de Arnold en Diff'rent Strokes en la temporada 2, episodio 24. En la última serie de Carter, Designing Women, Mobley interpretó a Karen Delaporte, la sarcástica líder de una sociedad histórica, que se cruza con el personaje de Carter, Julia Sugarbaker. Hizo dos películas con Elvis Presley en 1965, Girl Happy y Harum Scarum.
Recibió el Globo de Oro a la Nueva Estrella del Año - Actriz en 1965. Participó activamente en muchas causas benéficas y Lady Bird Johnson le otorgó el premio a la Mujer Joven Destacada del Año en 1966.
Mobley también hizo apariciones ocasionales en Match Game como uno de los panelistas famosos de 1973 a 1977. Ella y su esposo Gary Collins interpretaron al Dr. y la Sra. Diller en «The Love Boat» T2 E6 «Ship of Ghouls» (1978). De 1984 a 1988, Mobley se unió a su esposo Gary Collins como coanfitriona del Pillsbury Bake-Off en CBS.
Apareció en el documental Miss America, que PBS emitió como episodio del 27 de enero de 2002 de American Experience.
Mobley aparece brevemente en la tercera temporada de la serie de Prime Video La maravillosa señora Maisel, interpretada por Amanda Dela Cruz.

## Miss America
Mobley fue coronada Miss America 1959, la primera residente de Misisipi en lograr este honor, ganando el premio nacional al talento.
Mobley se unió a su esposo Gary Collins como coanfitriona del certamen Miss America de 1989 en septiembre de 1988, en el 30 aniversario de su propia victoria en Miss América.

## Vida personal
Mobley creció en Brandon, Mississippi, y se graduó de Brandon High School. Fue miembro de la hermandad de mujeres Chi Omega en la Universidad de Misisipi,  y en 1981 fue incluida en el Salón de la Fama de Antiguos Alumnos de la Universidad de Mississippi.
Se casó con el actor y presentador de televisión Gary Collins en 1967, en la Iglesia Metodista Unida de Brandon.
La pareja se separó en 2010 pero se reconcilió y vivían en Biloxi cuando Collins murió el 13 de octubre de 2012. Collins y Mobley tuvieron una hija juntos, Mary Clancy Collins. Mobley también fue madrastra de Melissa Collins y Guy William Collins, hijos de su primer matrimonio.

### Problemas de salud y muerte
Mobley padecía la enfermedad de Crohn y en ocasiones había sido un activista para mejorar su tratamiento.
Fue tratada en 2009 por cáncer de mama en etapa III. Mobley murió en su casa de Beverly Hills, California, el 9 de diciembre de 2014, a los 77 años, a causa del cáncer de mama.

## Filmografía

### Cine
- 1964: Get Yourself a College Girl - Teresa «Terry» Taylor
- 1965: Girl Happy [23] - Deena
- 1965: Young Dillinger - Elaine
- 1965: Harum Scarum [24] - Princesa Shalimar
- 1966: Three on a Couch - Susan Manning
- 1967: The King's Pirate - Princesa Patna
- 1968: For Singles Only - Anne Carr

### Televisión
- 1960: Be Our Guest (programa de televisión diurno de CBS)
- 1963: General Hospital - Jonelle Andrews (1979)
- 1963-1965: Burke's Law - Teri / Cindy / Chica / Denise / Sugar
- 1964-1966: Perry Mason - Sharon Carmody / Dianne Adler
- 1965-1966: Run for Your Life - Laura Bronson / Clarice Newell
- 1966: El agente de CIPOL - April Dancer
- 1966: Misión imposible - Crystal Walker
- 1967: El virginiano - Ellie Willard
- 1967: La leyenda de Custer - Ann L'Andry
- 1968: Istanbul Express (película para televisión) - Peggy Coopersmith
- 1969: The Magical World of Disney: My Dog, the Thief (película para televisión) - Kim Lawrence
- 1969-1973: Love, American Style - Linda / Joanne Fergusson / Carol / Pat
- 1969: Ironside - Marcy Atkins
- 1972: Search - Lilia Moen
- 1973: The Partridge Family - Audrey Parson
- 1973–1977: Match Game - Ella misma - Panelista
- 1974: The Girl on the Late, Late Show (película para televisión) - The Librarian
- 1974-1977: Tattletales - Ella misma
- 1977: Viaje fantástico [25] - Rea
- 1978–1984: La isla de la fantasía - Bryana Spencer / Nancy Carsons / Florence Richmond / Linda Roth / Amanda DeHaven / Ellie Drake / Sheila Crane / Pamela Deering
- 1978–1985: The Love Boat (3 episodios) [4] - Annette Epshaw / Marion Vail / Mrs. Diller
- 1979-1980 Whew! (Programa de juegos de televisión) - Ella misma - Concursante famosa
- 1980-1986: Diff'rent Strokes [26] - Maggie McKinney Drummond / Nancy Osborne
- 1980: Vega$ - Paula Conway
- 1984: Hotel - Catherine Stevens
- 1986: Super Password - Ella Misma - Concursante celebridad
- 1986: Rosie (como Sally Sugarbaker) Episodio: "Peach's Sweet Treats"
- 1988: Falcon Crest (4 episodios) [27] - Dra. Beth Everdene
- 1990: Designing Women - Karen Delaporte
- 1992: Hearts Afire - Mary Fran Smithers
- 1999: Sabrina the Teenage Witch - Mary Ann Mobley
- 2003: Tan muertos como yo (Serie de TV) - Mary Ann Mobley (última aparición)